# کمپو د کاهونگا
کمپو د کاهونگا (انگلیسی: Campo de Cahuenga) در نزدیکی گذرگاه تاریخی کاهونگا در استودیو سیتی، لس‌آنجلس کنونی، خانه یک اشکوبه خشتی در مزرعه کاهونگا است که در سال ۱۸۴۷ پیمان کاهونگا مابین سرهنگ دوم جان سی. فریمونت و ژنرال آندرئس پیکو به امضاء رسید که منجر به پایان جنگ بین مکزیک و ایالات متحده آمریکا شد.

## نگارخانه

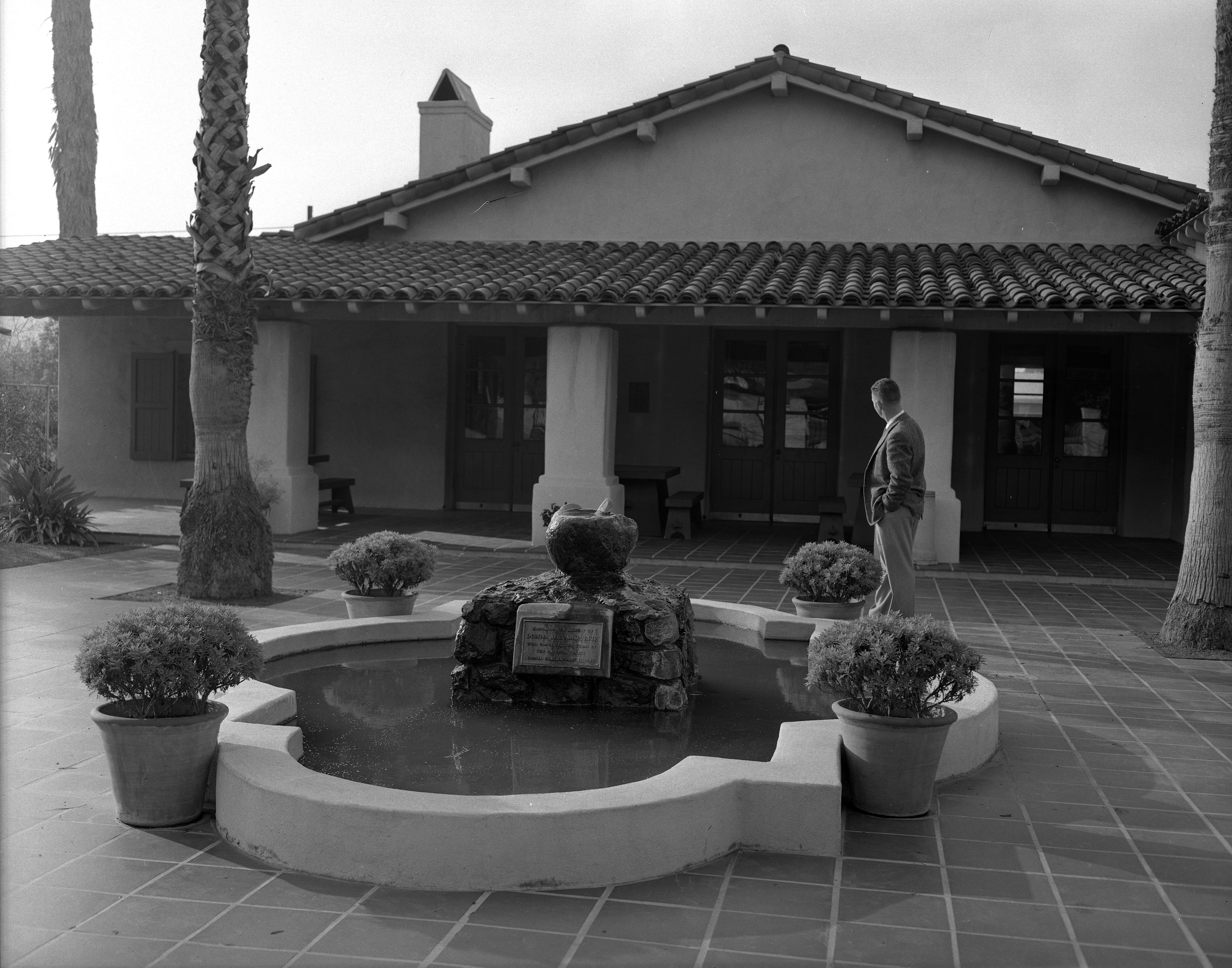
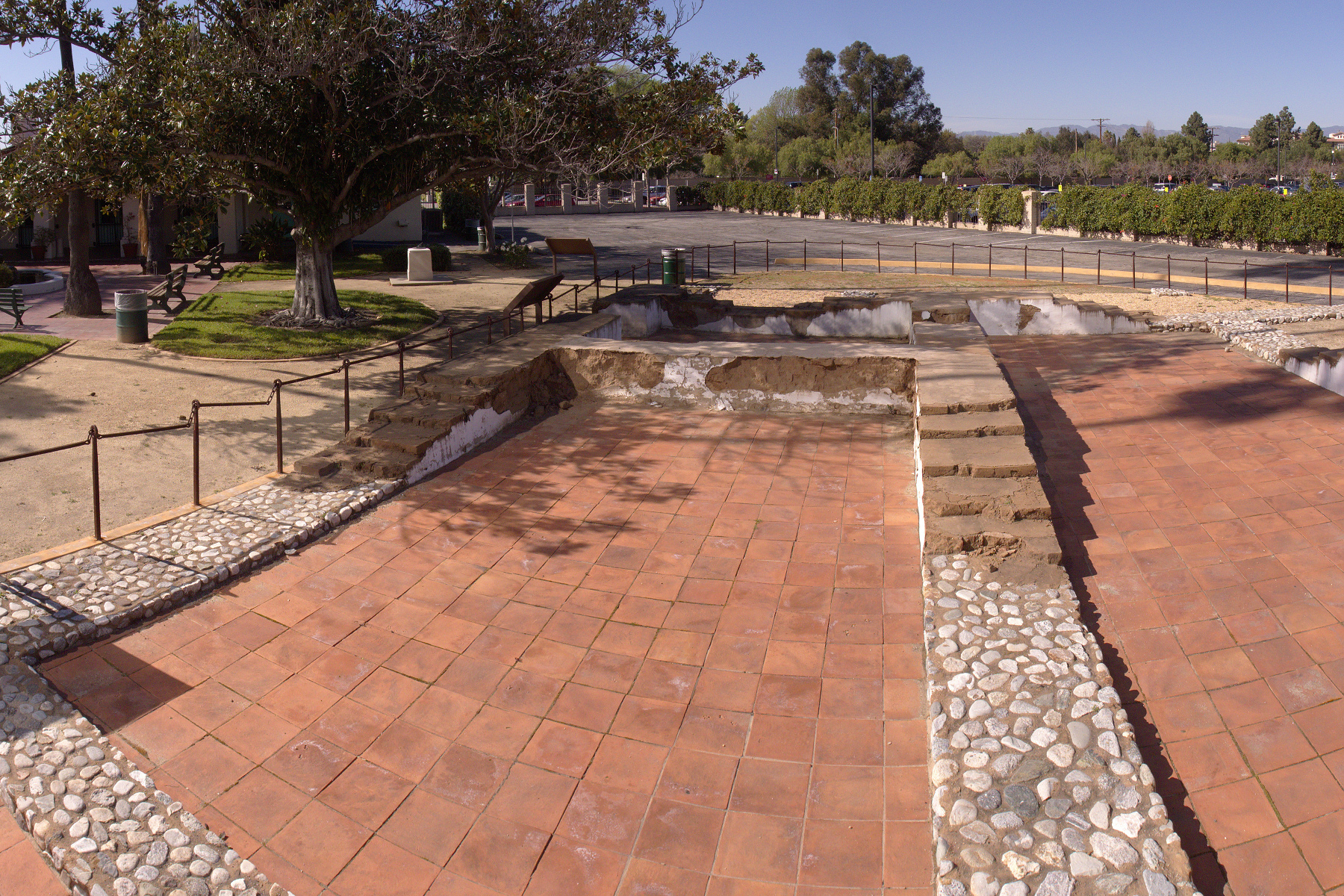